# Municipio de Sheridan (Minnesota)
El municipio de Sheridan (en inglés: Sheridan Township) es un municipio ubicado en el condado de Redwood en el estado estadounidense de Minnesota. En el año 2010 tenía una población de 197 habitantes y una densidad poblacional de 2,23 personas por km².

## Geografía
El municipio de Sheridan se encuentra ubicado en las coordenadas 44°29′24″N 95°16′51″O / 44.49000, -95.28083. Según la Oficina del Censo de los Estados Unidos, el municipio tiene una superficie total de 88.27 km², de la cual 87,73 km² corresponden a tierra firme y (0,62 %) 0,54 km² es agua.

## Demografía
Según el censo de 2010, había 197 personas residiendo en el municipio de Sheridan. La densidad de población era de 2,23 hab./km². De los 197 habitantes, el municipio de Sheridan estaba compuesto por el 98,98 % blancos, el 1,02 % eran afroamericanos. Del total de la población el 0 % eran hispanos o latinos de cualquier raza.